# معركة سنغافورة
جرت معركة سنغافورة -المعروفة أيضًا باسم سقوط سنغافورة- في المنطقة المعروفة باسم «مسرح العمليات جنوب شرق الآسيوي من الحرب العالمية الثانية» حين اجتاحت الإمبراطورية اليابانية سنغافورة التي كانت معقلًا بريطانيًا قويًا معروفًا باسم «جبل طارق الشرق». مثلت سنغافورة القاعدة العسكرية البريطانية الأهم في جنوب شرق آسيا وجنوب غرب المحيط الهادئ وكانت شديدة الأهمية بالنسبة إلى التخطيط الدفاعي البريطاني في فترة ما بين الحربين في جنوب شرق آسيا وجنوب غرب المحيط الهادئ. استمر القتال في سنغافورة من الثامن إلى الخامس عشر من فبراير عام 1942، وذلك بعد فترة الشهرين الذين تقدمت فيهما القوات البريطانية عبر شبه جزيرة ملايو.
مثلت هذه الحملة العسكرية -ومن ضمنها المعركة الأخيرة- انتصارًا يابانيًا حاسمًا نتج عنه احتلال اليابان لسنغافورة وأكبر استسلام بريطاني في التاريخ. إذ أصبح نحو 80 ألف جندي بريطاني وهندي وأسترالي أسرى حرب في سنغافورة، منضمين إلى 50 ألف آخرين أسرهم اليابانيون خلال المراحل السابقة من حملة ملايو. وصف رئيس الوزراء البريطاني ونستون تشرشل هذه المعركة بأنها «أكبر كارثة في تاريخ الجيش البريطاني».

## خلفية تاريخية

### اندلاع الحرب
خلال عامي 1940 و 1941، فرض الحلفاء حصارًا اقتصاديًا على اليابان ردًا على حملاتها العسكرية المتكررة على الصين واحتلالها منطقة الهند الصينية الفرنسية. وُضعت الخطة الأساسية لاحتلال سنغافورة في يوليو عام 1940. ولم تغير المعلومات الاستخباراتية في أواخر عام 1940 وأوائل عام 1941 من هذه الخطة الأساسية، لكنها أكدتها في أذهان صناع القرار اليابانيين. في الحادي عشر من نوفمبر عام 1940، استولت سفينة أتلانتس الحربية الألمانية على سفينة أوتوميدون البخارية البريطانية في المحيط الهندي، والتي كانت تحمل أوراقًا معدة للإرسال إلى المارشال روبرت بروك بوفام القائد العسكري البريطاني في الشرق الأقصى، والتي تضمنت الكثير من المعلومات حول نقاط ضعف القاعدة البريطانية.
في ديسمبر عام 1940، سلم الألمان نسخًا من هذه الأوراق إلى اليابانيين. كسر اليابانيون شيفرة الجيش البريطاني في يناير عام 1941، اعترض القسم الثاني (قسم جمع المعلومات الاستخبارية) الإمبراطوري الياباني رسالة من سنغافورة إلى لندن تتذمر بشكل شديد التفصيل من الحالة الضعيفة لـ «قلعة سنغافورة»، كانت هذه الرسالة شديدة الوضوح في  اعترافها بالضعف لدرجة أن اليابانيين اعتقدوا في البداية أنها فخ بريطاني، إذ ظنوا أن أي ضابط عسكري لن يكون صريحًا في الاعتراف بالضعف لرؤسائه، لذلك لم يصدقوا أنها حقيقية إلا بعد التأكد والمقارنة مع أوراق سفينة أوتوميدون.
مع استمرار استنزاف الموارد النفطية اليابانية بسرعة نتيجة العمليات العسكرية المستمرة في الصين بالإضافة إلى الاستهلاك الصناعي. في النصف الثاني من عام 1941، بدأ اليابانيون بالتحضير لرد عسكري لتأمين الموارد الهامة إذا فشلت الجهود الدبلوماسية لحل المشكلة. كجزء من هذه العملية، أقر صناع القرار اليابانيون مخططًا عامًا لمناورة تضمنت هجمات متزامنة على المناطق البريطانية والهولندية والأمريكية. يتضمن هذا عمليات إنزال في شبه جزيرة ملايو وهونغ كونغ كجزء من حركة عامة إلى الجنوب لتأمين سنغافورة، والتي كانت متصلة بملايو من خلال طريق جوهور سنغافورة، ومن ثم احتلال بورنيو وجاوا الغنيتين بالنفط في الجزر الهندية الشرقية الهولندية.
إضافة إلى ذلك الجزء من الخطة، يمكن أن ينفذ اليابانيون ضربات على الأسطول البحري الأمريكي في قاعدة بيرل هاربر، إضافة إلى عمليات إنزال في الفلبين وهجمات على غوام وجزيرة ويك وجزر غيلبرت. بعد هذه الهجمات، وُضعت خطة لتثبيت السيطرة، أراد بعدها اليابانيون بناء وتثبيت الدفاعات اليابانية على المناطق المحتلة حديثًا من خلال إنشاء طوق آمن قوي حولها يمتد من جبهة الهند-بورما وصولًا إلى جزيرة ويك، ومرورًا بملايو وجزر الهند الشرقية الهولندية ونيو غينيا وبريطانيا الجديدة، والأرخبيل البسماركي وجزر مارشال وغيلبرت. يمكن أن يستخدم هذا الطوق الآمن من أجل منع محاولات الحلفاء لاستعادة المناطق المفقودة وكسر عزيمتهم ورغبتهم في القتال.

## المعركة

### الإنزالات اليابانية البدئية
أخرت عملية تفجير الممر بين جوهور وسنغافورة الهجوم الياباني لأكثر من أسبوع. قبل الهجوم الأساسي، تعرض الأستراليون لقصف مدفعي عنيف. على مدى أكثر من 15 ساعة، بدءًا من الساعة 11 مساء من الثامن من فبراير عام 1942، شنت مدفعيات ياماشيتا الثقيلة عملية قصف عنيفة بـ 88 ألف قذيفة مدفعية على طول المضيق، قاطعة خطوط الهاتف وعازلة عمليًا الوحدات الأمامية عن النقاط الخلفية. حتى في هذه المرحلة، كان من الممكن أن يجرى قصف مدفعي بريطاني مضاد على الخط البحري المقابل للأستراليين ما كان ليسبب خسائر كبيرة واضطرابًا في صفوف القوات اليابانية المهاجمة. لكن هذا القصف لم يُنظر إليه كمقدمة لهجوم وشيك، إذ اعتقدت قيادة ملايو أنه سوف يستمر لعدة أيام سوف ينتقل لاحقًا للتركيز على الشمال الشرقي، بالرغم من ضراوته التي تجاوزت كل ما تلقاه الحلفاء خلال الحملة حتى ذلك الوقت. وبالتالي لم يمرر أي قرار إلى مدفعيات الحلفاء للبدء باستهداف مناطق التجمع العسكرية اليابانية المحتملة.
قبل الساعة الثامنة والنصف بوقت قصير في مساء الثامن من فبراير، بدأت الموجة الأولى من القوات اليابانية من الفرقتين الخامسة والثامنة عشر بعبور مضيق جوهور. ركزت القوة الرئيسية لليابانيين -متمثلة بنحو 13 ألف رجل على امتداد 16 كتيبة هجوم مع 5 كتائب احتياطية- على استهداف فرقة تايلور الأسترالية الثانية والعشرين، والتي شملت فقط 3 كتائب.
كان هذا الهجوم سوف يركز على الكتيبتين 2/18 و 2/20، بما أن كل كتيبة كانت تملك 150 صندل بحري وقارب قابل للنقل، تمكن اليابانيون من نقل نحو 4000 شخص عبر المضيق في كل دفعة. بشكل إجمالي، أُنزل 13 ألف جندي ياباني خلال الليلة الأولى، تلاهم 10 آلاف آخرين بعد طلوع النهار. كان عدد المدافعين ضد هذا الهجوم لا يتجاوز 3000 جندي يفتقرون لأي قوات احتياطية حقيقية.
عندما اقتربت قوارب الإنزال من المواقع العسكرية الأسترالية، بدأت الرشاشات الآلية التابعة لكتيبة الرشاشات الآلية 2/4 بإطلاق النار. استخدمت الوحدات البريطانية على الشواطئ الأضواء الكاشفة من أجل تمكين الأستراليين من ملاحظة أي قوات مهاجمة على البحر المقابل لهم، لكن الكثير منها كان قد تضرر نتيجة القصف المدفعي السابق ولم تصدر أوامر بإعادة تشغيل الأضواء الأخرى. تركزت الهجمة الأولى على المواقع التي شغلتها الكتيبتان 2/18 و 2/20 وحول نهر بولو بالإضافة إلى مجموعة تابعة للكتيبة 2/19.
على مدى ساعة، حدث اشتباك عنيف على الجناح الأيسر للكتيبة 2/19، حتى اجتياح هذه المواقع من قبل اليابانيين الذين تمكنوا من شق طريقهم داخل اليابسة مستغلين التغطية التي أمنها الظلام والنباتات الكثيفة المحيطة بهم. أدت المقاومة التي قدمتها المجموعة التابعة للكتيبة 2/19 إلى دفع الهجمات اليابانية اللاحقة إلى الأراضي المحيطة بمصب نهر موراي، مما أدى إلى خلق ثغرة بين الكتيبتين 2/19 و 2/18، من هناك شن اليابانيون هجومين متصلين على الكتيبة 2/18، قوبلا بنيران كثيفة قبل أن تتغلب القوات اليابانية على الدفاعات الأسترالية بسبب قوة التفوق العددي الكبير. أُرسلت طلبات مستعجلة من أجل الدعم، وخلال الليل أطلق فوج المدفعية الأسترالي 2/15 أكثر من 4800 قذيفة.
اندلعت اشتباكات عنيفة خلال الليل،  ولكن بسبب طبيعة التضاريس والظلام، تمكن اليابانيون من الانتشار ضمن الشجيرات، وفي كثير من الأحيان تمكنوا من تطويق وتدمير تجمعات المقاومة الأسترالية أو تجاوزها بشكل كامل مستغلين الثغرات المتشكلة ضمن خطوط الحلفاء التي تمددت بشكل كبير نتيجة الأنهار والجداول العديدة في المنطقة. بحلول منتصف الليل، أطلقت القطعتان اليابانيتان قنابل ضوئية من أجل إعلام قائدهما بإتمام المهمة البدئية، وبحلول الساعة الواحدة ليلًا كانوا قد ثبتوا السيطرة على المنطقة.
على مدى ساعتين، حاولت الكتائب الأسترالية الثلاثة التي تعرضت للهجوم إعادة التجمع معًا، منسحبين شرقًا من الشاطئ باتجاه مركز الجزيرة. بالرغم من كونهم على تماس مع العدو، تم هذا الانسحاب بانضباط ملحوظ. تمكنت الكتيبة 2/20 من تركيز ثلاث أو أربع مجموعات قتالية حول منزل نامازي، بالرغم من بقاء واحدة منها في الخلف. لم تتمكن الكتيبة 2/18 إلا من تركيز نصف قوتها القتالية في أما كينغ، بينما انسحبت الكتيبة 2/19 أيضًا بثلاث مجموعات قتالية، تاركة الرابعة للدفاع عن مطار تينغا. استمرت الاشتباكات خلال الصباح الباكر في التاسع من فبراير، واضطر الأستراليون إلى الانسحاب أكثر، إذ أُجبرت الكتيبة 2/18 على الانسحاب من أما كينغ والكتيبة 2/20 على الانسحاب إلى بوليم غرب بانجونغ.
في هذه الأثناء حاولت الوحدات التي تجاوزها الأعداء كسر الحصار والانسحاب إلى مطار تينغا لتنضم إلى الوحدات الأخرى هناك، وخلال هذه المحاولة تكبدوا كثيرًا من الخسائر. حاول بينيت تدعيم الفرقة الثانية والعشرين من خلال تحريك الكتيبة 2/29 من منطقة الفرقة السابعة والعشرين إلى تينغا، ولكن قبل أن يمكن استخدامها من أجل إعادة السيطرة على أما كينغ، شن اليابانيون هجومًا آخر على المطار، واضطرت الكتيبة 2/29 إلى اتخاذ وضعية دفاعية. كلف القتال المبدئي الأستراليين خسائر فادحة، إذ خسرت الكتيبة 2/20 لوحدها 334 قتيلًا و 214 جريحًا.